# Spadola
Spadola é uma comuna italiana da região da Calábria, província de Vibo Valentia, com cerca de 819 habitantes. Estende-se por uma área de 9 km², tendo uma densidade populacional de 91 hab/km². Faz fronteira com Brognaturo, Gerocarne, Serra San Bruno, Simbario, Sorianello, Stilo (RC).

## Demografia
| Variação demográfica do município entre 1861 e 2011                               |
|                                                                                   |
| Fonte: Istituto Nazionale di Statistica (ISTAT) - Elaboração gráfica da Wikipedia |